# Vaniyambadi
Vaniyambadi là một thành phố và khu đô thị của quận Vellore thuộc bang Tamil Nadu, Ấn Độ.

## Địa lý
Vaniyambadi có vị trí 12°41′B 78°37′Đ / 12,68°B 78,62°Đ Nó có độ cao trung bình là 363 mét (1190 feet).

## Nhân khẩu
Theo điều tra dân số năm 2001 của Ấn Độ, Vaniyambadi có dân số 85.459 người. Phái nam chiếm 50% tổng số dân và phái nữ chiếm 50%. Vaniyambadi có tỷ lệ 68% biết đọc biết viết, cao hơn tỷ lệ trung bình toàn quốc là 59,5%: tỷ lệ cho phái nam là 73%, và tỷ lệ cho phái nữ là 63%. Tại Vaniyambadi, 13% dân số nhỏ hơn 6 tuổi.